# Powellisetia simillima
Powellisetia simillima is een slakkensoort uit de familie van de Rissoidae. De wetenschappelijke naam van de soort is voor het eerst geldig gepubliceerd in 1915 door May.